# 能世国能
能世 国能（のせ くによし）は、平安時代末期から鎌倉時代初期の武士。源国基（能勢国基）の次男。
父より能勢氏の惣領を継承し京武者として朝廷に出仕する一方、御家人の列にも加わったとされる。『吾妻鏡』建久6年（1195年）3月10日条の東大寺供養に随行した「野瀬判官代」は、確証はないものの、年代や通称などから国能を指すと比定されている。
後代、子孫も在京御家人として活動したことが史料上の所見より明らかにされている。